# アグレコ

Aggreko LOGO

アグレコ（Aggreko Limited）は、英国に本社を置く、世界最大の仮設電源供給会社であり、全世界で10ギガワット以上の発電設備能力を持つ。世界100か国以上で事業を展開し、200以上の拠点でエネルギーソリューションビジネスを展開している。オリンピックの公式スポンサー、F1の公式パートナーを務める。ロンドン証券取引所上場企業（LSE: AGK）であり、FTSE250種総合株価指数の構成銘柄。電力不足地域や災害時の緊急電力供給、オリンピックやサッカーW杯の大規模イベントでの臨時電力供給など多岐にわたる電力ニーズに対応している。1962年に創業し、本社を英国に構え、現在6,000人以上、日本では約30名程度の従業員が働いており、各地でエネルギーの安定供給を支えています。

## 特徴
オリンピック、万博、F１など初めとする数多くの大規模イベントにおける電力供給を行う。「バルセロナオリンピック(1992年)」以降、全ての夏季オリンピックで発電・温度制御ソリューションを提供している。その他、「バラク・オバマ大統領就任式」、「F1グランプリ2024ラスベガス」「NFLスーパーボウル」欧州最大のロックフェスティバル「グラストンベリー・フェスティバル（2009年）」などなど多数の実績を持つ。
レンタル機器には、ガスおよびディーゼル発電機、負荷試験装置（ロードバンク）、ヒーター、エアコン、チラー（冷却装置）など。また、排出ガスの少ないHVO（加水分解植物油）発電機、ソーラー発電機、ハイブリッドバッテリーなど、より環境に優しい発電オプションも提供。
同社は、先進国では短期的な仮設電源供給を、発展途上国では長期的な電力プロジェクトを主に提供しています。売上比率は、先進国向け事業が約52％、新興国向けの事業が約48％となっている。

## 非常時対応
災害時・緊急時の臨時発電供給も行っており、オーストラリアのブリズベンで発生した大洪水やニュージーランドでのクライストチャーチで発生したカンタベリー地震（2011年）などで実績がある。2015年8月末にグアムピティのカブラス発電所の爆発・火災事故後に、1年間の40MW分の供給をグアム電力公社から受注した。日本においては東日本大震災において、福島第一原発での電源喪失に対応するため非常用発電機を供給した。その後の電力不足に対応するため、全国に非常用発電機を設置し、電力不足に対応した。

## 日本での事業
日本における初のプロジェクトは、2002年日韓ワールドカップでの電力供給である。2020年東京オリンピックの公式スポンサーであり、大会用仮設電源の設置管理を委託契約されている。2014年に日本法人として「Aggreko Japan株式会社」および「Aggreko Events Service Japan株式会社」を設立し、東京（九段南）にオフィスを開設、続いて茨城県常総市にサービスセンターを開設した。電力会社、製造業、化学会社などを顧客として、数十kVA〜1500kVaの発電機、50KW-1500KWのチラー、1,000KW〜100,000KWのクーリングタワー、エアハン、エアコンなどのレンタルサービスを提供している。

## 東日本大震災でのトモダチ作戦
2011年には東日本大震災と直後に発生した津波の1ヶ月後に東京電力福島第一原子力発電所に対して200MW、以降の電力不足時に追加で約148MWを供給した。また茨城県常陸那珂火力発電所に100MW規模のディーゼル火力発電機を、千葉県袖ケ浦火力発電所に100MWのガス火力発電機をそれぞれ簡易発電基地として設置し、同年の全国規模の電力不足解消に貢献した。
東京電力の幹部は、「福島第一原発事故の際、全電源を喪失する中、アグレコ社からの200メガワットの仮設発電設備が大きな支援となり、原子炉の冷却を可能にし、事故のさらなる拡大を防ぐことができました」と述べています。

## 主要なプロジェクト・イベント実績
アグレコは、以下のような大規模なスポーツイベントに電力を供給しています。
- ライダーカップ（ゴルフ大会）
- FIFAワールドカップ（フットボールゲーム）
- フォミュラー１（カーレース）
- フォーミュラE（電動カーレース）
- SailGP（セーリングレース）
- 2008年北京オリンピック（唯一の仮設電力および温度管理の供給業者）
- 2010年南アフリカFIFAワールドカップ
- 2012年ロンドンオリンピック（仮設電力の唯一の供給業者）
- 2014年グラスゴー・コモンウェルスゲームズ
- 2017年WNBAファイナル（米国女子プロバスケットボール）
- 2021年東京オリンピック（競技会場、国際放送センター、選手村など40以上の会場に電力を供給）
- 2022年COP26（国連気候変動会議、グラスゴー開催）
- 2022年バーミンガム・コモンウェルスゲームズ　など

## その他の主要プロジェクト
アグレコはイベンドだけでなく、以下のようなプロジェクトにも電力を供給しています：
- ブルキナファソの国家送電網支援
- アマゾンの26の村への電力供給
- オーストラリア・アウトバックにあるグラニースミス金鉱

また、同社はバーミンガムで地域社会への貢献活動を組織するため、"コモンウェルスゲームズ・ソーシャルチャーター"に署名し、社会的価値責任者を任命しました。

## 事業内容
アグレコは、さまざまな産業や地域社会に向けた柔軟なエネルギー供給サービスを展開しています。特に以下の分野で活躍しています。
- 電力供給：電力インフラが不十分な地域や災害時の緊急対応として、発電機やモジュール型発電システムを提供します。
- 温度管理：エネルギー供給に加えて、冷却・加熱システムを提供し、産業プロセスの維持や特定のイベントでの環境制御を支援します。
- イベントサポート：オリンピックやFIFAワールドカップなど、大規模な国際イベントに対して電力供給や温度管理を担当しています。
- 持続可能なエネルギー：アグレコは、持続可能なエネルギーソリューションに注力し、再生可能エネルギーとバッテリーシステムの統合によるエネルギー効率向上を目指しています。

## 沿革
1962年設立。1973年にイギリスに進出し、翌1974年に本社をスコットランドに移転、当時石炭産業の縮小によりエネルギー危機にあったイギリスの産業界において、アグレコのサービスは広く受け入れられた。
1980年代に北米およびアジア太平洋地域への進出を開始、1988年ソウルオリンピックの際にNBCに電源を供給したことを契機に、以来オリンピック開催時のスポンサー企業として度々活動している。1990年代に拠点は20カ国を超え、2010年代には80カ国に達した。

## モジュールの特徴
発電ユニットは短期間から数年に及ぶ長期間のレンタルが可能であり、夏場などの需要最盛期のピークシェービングから電気の長期安定供給やバックアップ電源などに対応可能となっている。燃料はLNG、ディーゼル、重油（HFO）など複数の燃料源に対応している。
海上コンテナ型エンジン発電機の形態を取っており、特注設計の20フィートISO規格のコンテナで運搬を簡易化している。海上石油プラットフォーム等などの用途、またトレーラー設置型発電機は移動式であり、建設現場などでの用途を想定している。